# Waterwingebied 't Hoefje
Het Waterwingebied 't Hoefje is een groot L-vormig perceel onmiddellijk ten oosten van de Marggraff Bossen bij de buurtschap Achterste Hermalen.
Het grootste deel van dit gebied is vrij toegankelijk, met uitzondering van het pompstation.
Het gebied, dat in handen is van Brabant Water, bezit 25 putten van waaruit grondwater wordt opgepompt dat zich op ongeveer 200 m diepte bevindt. De capaciteit bedraagt ongeveer 8 miljard liter per jaar. Hiermee worden de gemeenten Boxtel, Meierijstad en Sint-Michielsgestel van drinkwater voorzien.
Het is ook een natuurgebied waar veel jonge bosaanplant is te vinden van diverse loofhoutsoorten. Op een aantal percelen is een enkele boomsoort geplant zoals de inlandse eik en de populier. Dit geldt ook voor de wat oudere bosaanplant op het zuidelijk deel van het terrein, waar bestanden van essen en van hoog opgaande waterwilgen zijn te vinden. Dergelijke bossen zijn betrekkelijk zeldzaam in de streek.